# Miroslav Kříž
Miroslav Kříž (* 8. července 1958 Klatovy[zdroj?]) je český podnikatel a sportovní funkcionář, působící ve fotbale a golfu. Zmizel 22. května 2010 po údajném únosu před restaurací Chagall's v Praze 1, od té doby byl pohřešovaný. V polovině prosince roku 2011 byl Policií České republiky prohlášen za mrtvého. V té době byl III. místopředsedou Českomoravského fotbalového svazu (nyní Fotbalová asociace České republiky). Byl majoritním vlastníkem fotbalového klubu FC Viktoria Plzeň a golfového klubu Plzeňský Golf Park (areál Dýšina).

## Osobní život
Pochází z Klatov, vystudoval Fakultu stavební ČVUT v Praze. Je ženatý a je otcem dvou synů. Policie České republiky ho sice prohlásila za mrtvého, ale jeho tělo nebylo nikdy nalezeno a Městský soud v Praze podezřelého z jeho vraždy osvobodil. Soudní řízení dosud neskončilo pravomocným rozsudkem.

## Profesní život
S podnikáním začal v roce 1990 v oblasti fitness, poté se jeho firmy zabývaly ekonomickým a finančním poradenstvím. V tomto směru byla klíčovou jeho společnost AP Trust. Hrála rozhodující roli v konkursu holdingu Škoda Plzeň, který se dostal v letech 2003 až 2010 postupně celý do rukou společnost Appian Group a divize Škoda Power (zejména výroba turbín) byla prodána jihokorejské společnosti Doosan. Složité vztahy v jeho podnikání a angažmá ve fotbalu byly zřejmě důvodem jeho zmizení v roce 2010.